# Pyracmon fumipennis
Pyracmon fumipennis är en stekelart som först beskrevs av Zetterstedt 1838.  Pyracmon fumipennis ingår i släktet Pyracmon och familjen brokparasitsteklar. Inga underarter finns listade i Catalogue of Life.